# 刻晴
刻晴是米哈遊開發電子遊戲《原神》中的虛構角色，為2020年遊戲公測後首批可玩角色之一。刻晴是遊戲中管理虛構國家璃月的組織「璃月七星」的成員之一，當地人尊稱為「玉衡星」，負責管理璃月大小事務。刻晴的中文配音為谢莹，日文配音為喜多村英梨，韓文配音為李甫熙。刻晴是遊戲玩家中的人氣角色，在早期的遊戲版本中被認為是最好用的角色之一。媒體認為刻晴是一個具有獨立人格又行事果斷的角色，豐富的背景故事和個性設定使她成為具有吸引力的角色。

## 創作及設計
刻晴是在2020年9月《原神》公測時才正式上線的四名角色之一。9月13日，米哈遊公佈了關於刻晴的角色演示影片「刻晴：七星之玉衡」，視頻展示了刻晴在遊戲中的身份是「璃月七星」的成員，做事認真，喜歡親力親為，還有刻晴的技能和玩法。刻晴是一個使用單手劍的雷元素角色，製作組將刻晴定位為一個進攻型角色，玩家只要熟練利用好角色的元素戰技就能有豐富的玩法，而刻晴璃月七星的身份，也讓她能減少在璃月地區的探索時間。角色的動作是以「認真凌厲颯爽」為方向設計，攻擊動作參考了傳統劍術中的刺與挑，以塑造出迅捷，雷厲風行的形象，此外角色的技能動作也有參考武俠元素，如劍指（劍訣）和持劍的姿勢。角色的頭銜「霆霓快雨」反應了角色性格和元素屬性，頭銜源於清代詩人俞樾詩句「爽若快雨驅霆霓」，「霆霓」指急雷，「霆霓快雨」意思為短促的雷雨。
此外，製作組也透過一些漫畫來展現刻晴作為璃月的管理者，在日常如何處理事務。刻晴在遊戲的主線劇情中登場，主線相關的橋段並不多，相對地製作組在遊戲活動有增加關於刻晴的劇情，如製作組在2021年4月的開發日誌中就透露會在即將來臨「逐月節」活動中設計更多刻晴和旅行者（玩家）之間的互動劇情和任務，還請角色的配音演繹一段刻晴邀請玩家在遊戲活動中約會的劇情。2022年的海燈節，刻晴也是作為活動劇情的主要角色，在其中一段劇情刻晴更會加入玩家的隊伍，活動最後刻晴更以新的節日禮服造型登場。
刻晴的中文配音為谢莹，她在璃月雅集第五期中分享自己也喜歡角色的設計，認為刻晴是她理想中自己的樣子，角色不拖延，不矯情，做事有長遠規劃，實事求是。其中角色的工作狂設計，谢莹在演出時是很錯愕的，相關台詞是「邊吐槽邊錄」。角色的日文配音為喜多村英梨，喜多村英梨表示在收到角色的設計時，就認為刻晴類似貓耳的髮型設計很合適Cosplay，預感角色會很受玩家歡迎。刻晴一開始給喜多村英梨的印象是做事一絲不苟的女強人，在聲演之後才發現刻晴並非一直那麼死板，也有與性格不同的一面，給人傲嬌的感覺。

## 作品中表現

### 《原神》

#### 角色故事
刻晴出身璃月當地的名門望族，與普遍敬重帝君的璃月人不同，她一直對璃月被神明岩王帝君統治的制度頗有微詞，她認為人類應該要掌握自己的命運，不要依靠神明的幫助。成為統治璃月的「璃月七星」之後，刻晴一直盡心盡責地處理璃月的大小事務，是七星中的行動派。刻晴經常微服私訪來了解璃月人民，如在餐廳、或者工地打工。為了成為人們的榜樣，刻晴十分嚴格地要求自己，經常不完成工作就不休息，協助她的人都沒能堅持超過三個月。

#### 角色玩法
《原神》公測之後，玩家可以在遊戲中透過祈願的方式讓刻晴加入隊伍，在遊戲的2.1版本之前，刻晴被認為是遊戲中最好用的角色之一。刻晴在遊戲的定位是進攻型角色，她的技能附帶雷元素效果，元素爆發能對一群怪物造成傷害，能獨自面對各種情況，對其他角色的依賴不高。其元素戰技「星斗歸位」還能作為移動技能使用，在地圖探索的某些場景能使用技能跨過障礙物。

### 《崩壞3rd》
2021年7月，《原神》中的角色刻晴和菲謝爾在米哈遊開發的另一款遊戲《崩壞3rd》中登場，這也是兩個遊戲第一次展開聯動活動。聯動活動名為「異世旅人」，刻晴以「旅行的引導者」身份出現在活動劇情中，在其中一段劇情中，刻晴會加入玩家隊伍。

## 反響及評價

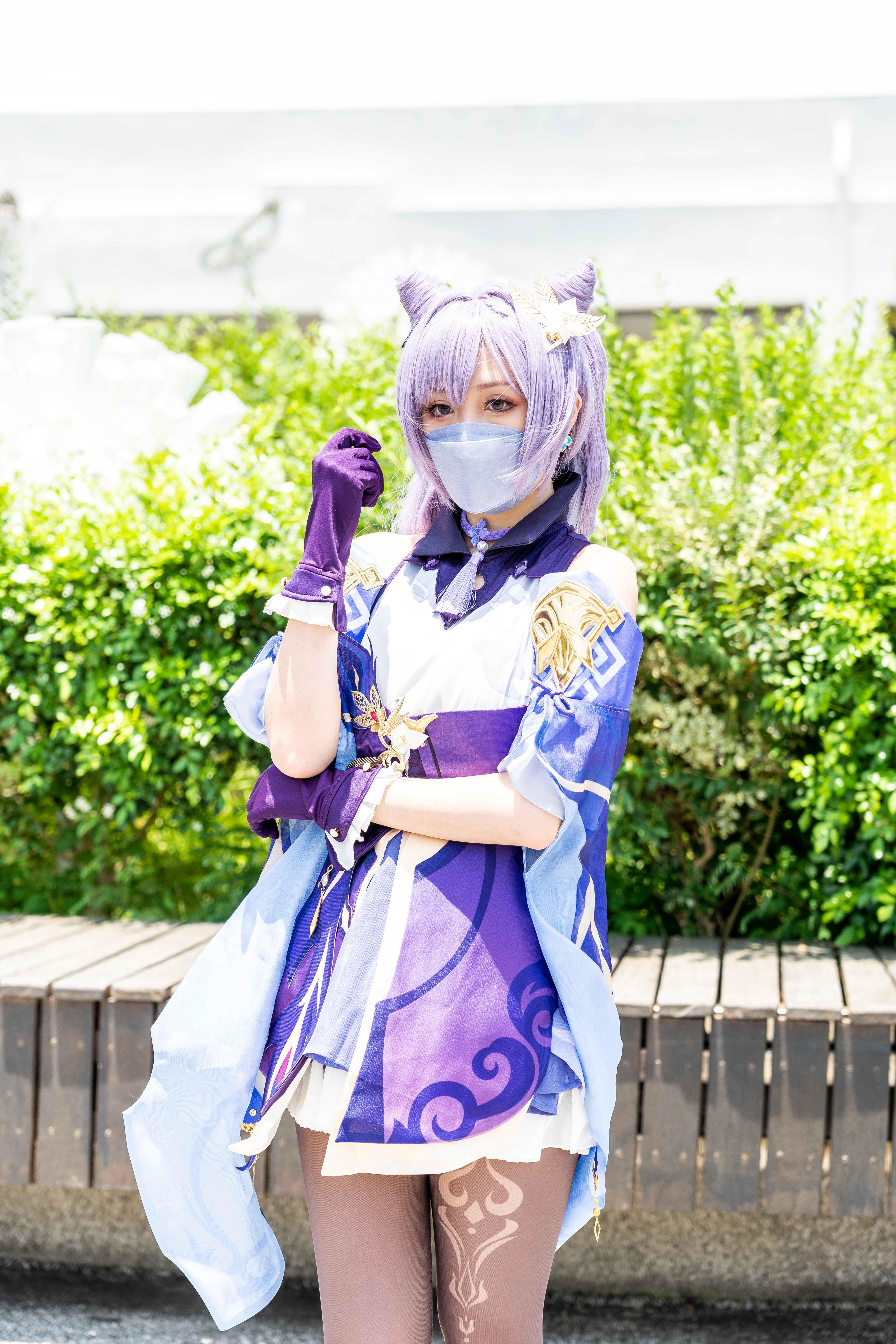
刻晴的角色扮演者

刻晴是《原神》玩家間的人氣角色，公測初期在日本Fami通、Fami通App和電擊Online聯合舉行的讀者問卷調查中，刻晴是《原神》中最受玩家歡迎的角色，遊戲公測一年後的中國大陸玩家社區投票活動中，刻晴同樣是人氣最高的角色。2020年末，央視新聞在社交平台上公佈的「2020年度圖鑒」中有刻晴登場，顯示出角色在中國大陸的2020年具有一定知名度和代表性。2022年末央視新聞在社交平台上公佈了以「这十年流行过什么？」為主題的《清明上河图》，刻晴作為《原神》的代表出現在圖中。此外，公測初期還有遊戲工作室利用刻晴的人氣以上千人民幣的價格倒賣有刻晴角色的遊戲賬號。2021年12月發行的遊戲《幻塔》支持玩家角色造型自定義設計，刻晴的造型在中國大陸服是最受歡迎的設計，國際服是第二受歡迎的設計。
在角色設計方面，角色獨特的攻擊動作是玩家喜歡這個角色主要原因之一，粉絲間戲稱這種動作為「屁斜劍法」。評論家普遍給予角色正面的評價，Screen Rant的認為刻晴在遊戲中是一個具有獨立人格又行事果斷的角色，而且是璃月地區罕見的懷疑論者，她不等待神明決定她的命運，而是自己去解決問題。刻晴豐富的背景故事和個性設定使她成為具有吸引力的角色。TheGamer的評論員稱讚刻晴的設計是遊戲所有角色中最好的，角色造型使用了不同色調的紫色並且相互協調，類似貓娘的設計吸引人之餘，也給人雷厲風行的感覺，角色也打破了過去常見的「喵」口癖設計。
角色的戰力設計遭到一定的批評，在遊戲1.1版本更新後，刻晴的雷元素攻擊效果被削弱，這導致不少玩家感到不滿，2021年普通高等学校招生全国统一考试期間，有高考考生在面對新聞採訪時表示希望「《原神》官方加强一下刻晴」。遊戲日報的淖尔曾評價《崩壞3rd》中的刻晴，角色在《崩壞3rd》為非玩家角色，角色的傷害輸出高於《原神》的版本，米哈遊回應了玩家加強角色訴求，只是並不是在《原神》中，而是在聯動活動中。
在角色玩法方面，《Fami通》前副主編塚大角滿在試玩遊戲時評論使用單手劍的刻晴比同類角色攻擊速度都要快，快速的連擊能壓倒頭目和雜兵，刻晴的元素爆發「天街巡遊」動畫效果也十分炫酷。編輯在Siliconera摘文稱讚角色豐富多樣的攻擊方式帶來很好的體驗，也讓她對每一輪戰鬥投入更多的心思。
部分商家如Apex-Toys也在遊戲公測一週年的時候推出刻晴的手办，造型是刻晴持劍對敵，雷元素在她腳下閃耀。還有商家推出角色相關的產品，如天貓精靈在2021年末推出一款刻晴主題的智能音箱，日本的香水品牌「primaniacs」在2022年1月推出一款以刻晴為主題的香水。

## 外部連結
- bilibili上的《原神》全新角色演示-「刻晴：七星之玉衡」
- bilibili上的《原神》拾枝杂谈-「刻晴：天街巡游」